# Maladies de la carotte
Les maladies de la carotte (Daucus carota subsp. sativus) sont nombreuses et peuvent affecter les plantes en phase de culture et les racines en phase de stockage après la récolte. Les agents phytopathogènes responsables de ces maladies sont divers. Il s'agit souvent d'organismes telluriques, tels que les nématodes ou des microorganismes, notamment des champignons et des oomycètes, capables de subsister dans le sol. De nouvelles variétés ont été créées qui améliorent la résistance à certaines maladies telles que l'Alternaria, Erysiphe, Pithium.  

## Maladies bactériennes
La principale bactériose affectant la carotte est la maladie bactérienne de la carotte ou bactériose américaine, due à Xanthomonas hortorum pv. carotae (syn. Xanthomonas campestris pv. carotae. Cette maladie signalée en Amérique du Nord et en Asie centrale, mais plus rarement en Europe, affecte le feuillage, sur lequel elle provoque une nécrose évoquant les symptômes de l'alternariose, mais peut aussi induire des nécroses lenticellaires sur la racine. Elle se développe en conditions humides et chaudes.
D'autres espèces de bactéries sont à l'origine de maladies de la carotte, dont : 
- la galle commune de la carotte, due à Streptomyces scabiei, qui cause sur la racine des nécroses liégeuses sèches[3],
- la pourriture molle bactérienne, due à Dickeya dadantii (= Erwinia chrysanthemi), est caractérisée par une pourriture aqueuse malodorante. Elle peut survenir pendant le stockage à la suite d'autres maladies de conservation[3],
- la tumeur du collet ou galle du collet, due à Rhizobium radiobacter (Agrobacterium tumefasciens),
- la maladie du chevelu racinaire, due à Rhizobium rhizogenes.

En période de stockage, des attaques de bactéries pectinolytiques, comme Pectobacterium carotovorum  (= Erwinia carotovora), sont fréquentes en conditions humides et entraînent une liquéfaction rapide des tissus.

## Maladies fongiques
Les maladies fongiques, ou cryptogamiques, qui affectent la carotte, sont les plus nombreuses. Elles affectent tant les organes aériens de la plante que la racine.

### Fonte des semis
La fonte des semis, qui arttaque les semences et les jeunes plantules à peine germées, est principalement provoquée par Alternaria dauci et Stemphylium radicinum, mais aussi par des espèces de Fusarium sp., Pythium sp. et Rhizoctonia solani et d'autres espèces de champignons telluriques. La fonte des semis est causée soit par la semence contaminée ou par les semis faits dans des sols infectés. Des variétés résistantes ont été créées pour plusieurs maladies. 

### Maladies du feuillage
L'alternariose ou brûlure des feuilles de la carotte, due à Alternaria dauci provoque un dessèchement du feuillage. Elle peut aussi provoquer des chancres au collet des racines. Cette infection est favorisée par une température élevée et une forte hygrométrie.
La cercosporiose, due à Cercospora carotae, provoque sur les feuilles et pétioles des taches circulaires, qui noircissent ensuite.
La septoriose, due à Septoria carotae, attaque également les feuilles provoque sur les feuilles et pétioles des taches circulaires, qui noircissent ensuite.
Le mildiou de la carotte est dû à un Oomycète, Plasmopara crustosa (syn. Plasmopara nivea). Il se manifeste par des taches jaunâtres sur les feuilles qui finissent par se dessécher.
L'oïdium de la carotte est provoqué par plusieurs espèces du genre Erysiphe : Erysiphe heraclei, Erysiphe polygoni, Erysiphe umbelliferarum f. dauci. Cete infection est arrêtée par la pluie.
En conditions méditerranéenne Leveillula taurica peut aussi provoquer la formation d'un feutrage blanc sur la face inférieure des feuilles.
Des symptômes de rouille peuvent être provoqués par Aecidium foeniculi, Uromyces graminis, Uromyces scirpi (syn.Uromyces lineolatus subsp. nearcticus).

### Maladies de la racine

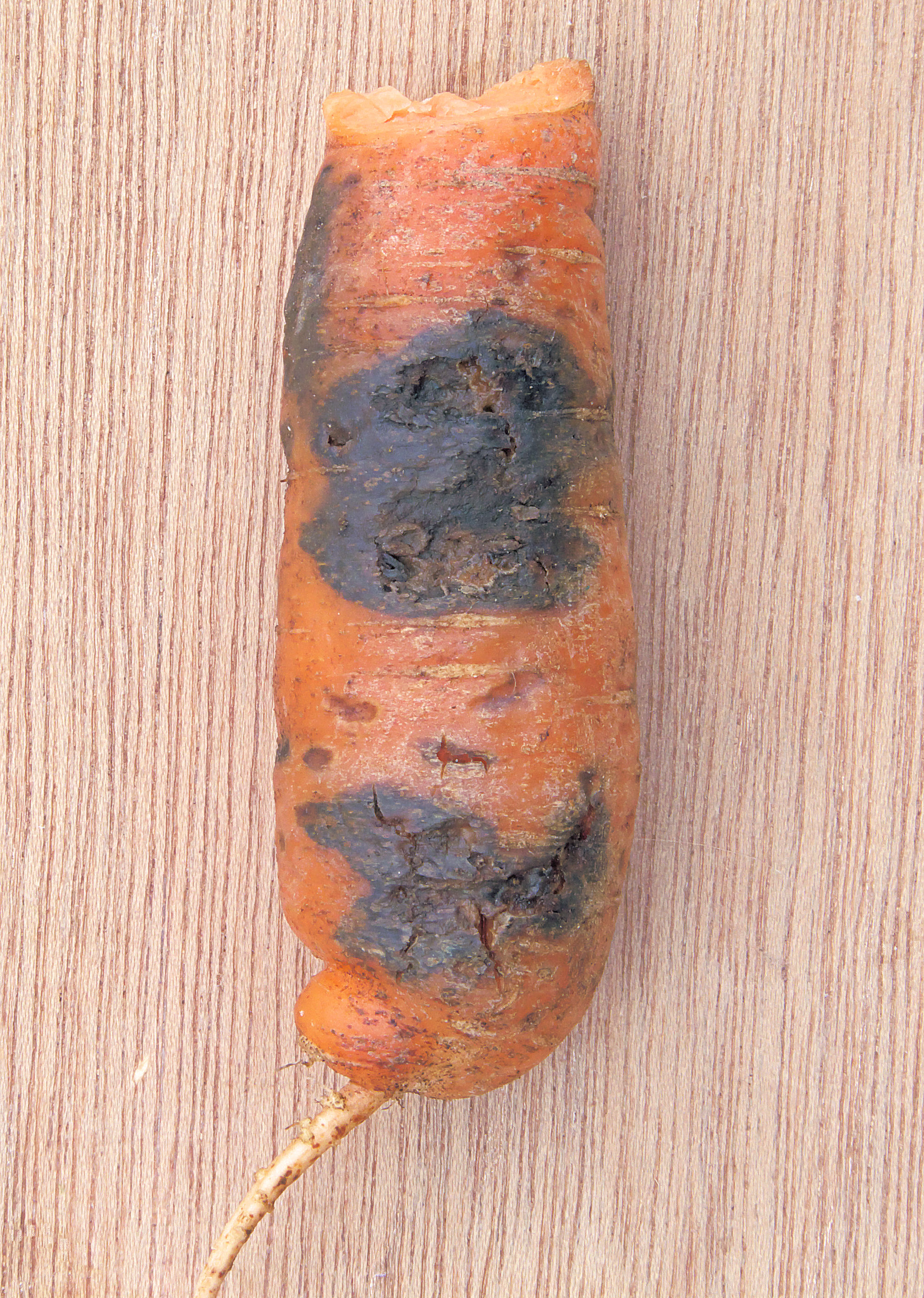
Pourriture noire due à Stemphylium radicinum.

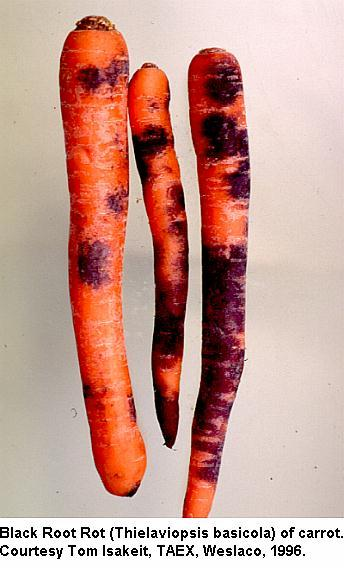
Pourriture noire due à Chalara elegans.

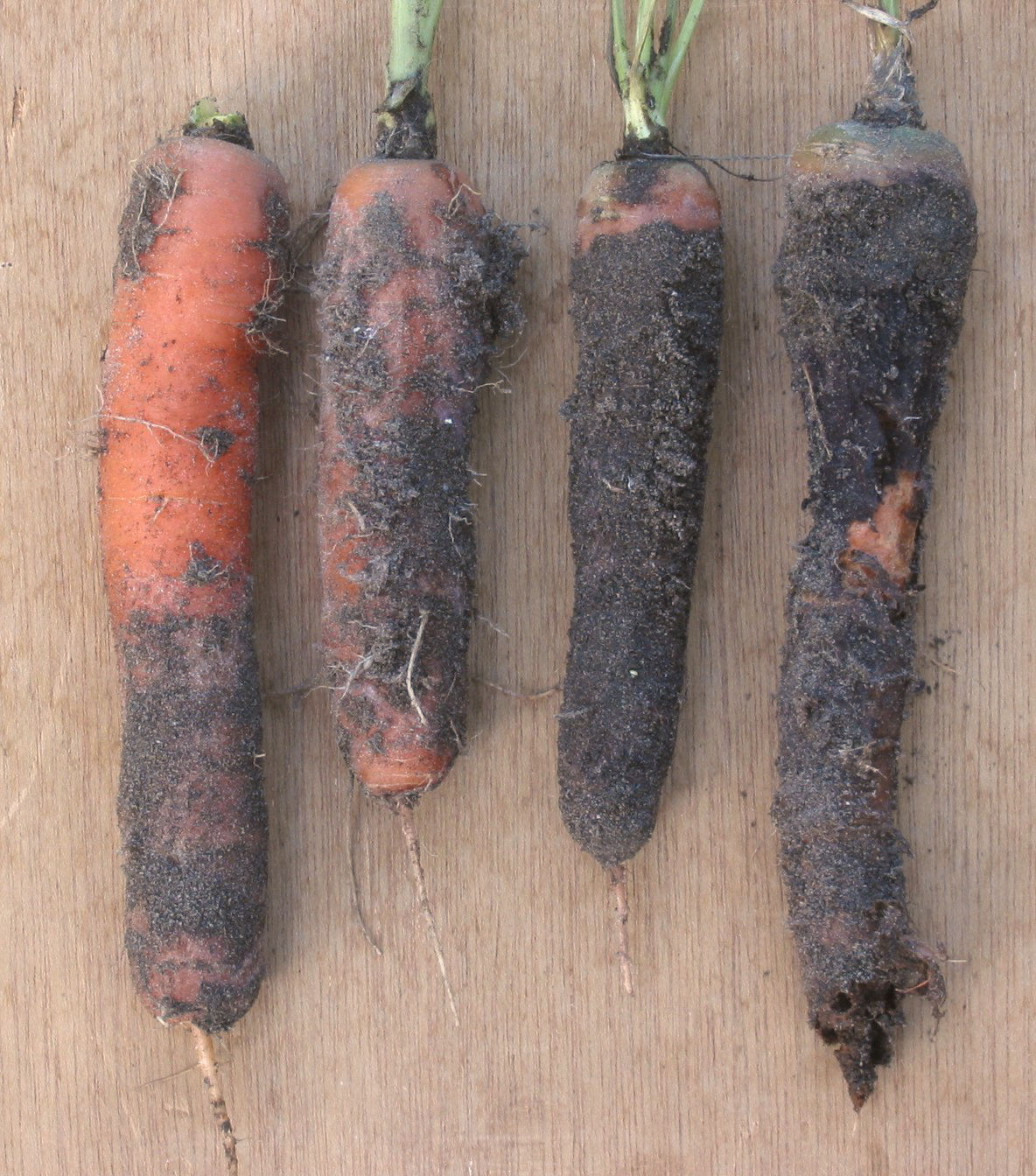
Carottes atteintes par la pourriture violette (Helicobasidium brebissonii).

La maladie de la tache (ou Cavity spot) se manifeste par de petites taches elliptique sur le pivot de la racine qui évoluent rapidement en dépressions marron clair. Elle est provoquée par des espèces des genres  Pythium (Pythium violae) et  Rhizoctonia (Rhizoctonia solani). 
La maladie de la bague, appelée aussi « pourriture hivernale de la carotte », est due à Phytophthora megasperma. Elle se présente d'abord sous la forme d'un tache annulaire autour de la racine, qui entraîne finalement sa pourriture complète.
La pourriture blanche sclérotique due à Sclerotinia sclerotiorum se manifeste principalement dans les cultures sous paillis ou en cours de transport ou de stockage. c’est la principale cause de dégâts sur les grosses carottes conservées en tas ventilé. 
La pourriture noire due à Stemphylium radicinum (syn. Alternaria radicina),  attaque surtout les racines mais aussi à l'occasion les organes aériens.
La pourriture sèche fusarienne est provoquée par diverses espèces de genre Fusarium (Fusarium acuminatum Ellis & et Everh., Fusarium avenaceum (Fr.:Fr.) Sace., Fusarium equiseti (Corda) Sace., Fusarium oxysporum Schlechtend.:Fr. Fusarium redolens Wollenweb. (syn. Fusariurn oxysporurn var. redolens W.L. Gordon), Fusarium solani (Mart.) Sace. ). C'est une maladie d'entreposage qui, outre la carotte, affecte une vaste gamme d'hôtes.
La pourriture noire des racines ou pourridié noir, due à Chalara elegans (Thielaviopsis basicola), champignon tellurique, attaque les racines après la récolte. Cette maladie est présente partout dans le monde. Elle touche les carottes entreposées dans un local dont la température et l'humidité sont élevées. 
La pourriture grise, due à Botryotinia fuckeliana (anamorphe = Botrytis cinerea) se manifeste par une pourriture molle, recouverte d’un mycélium gris.
Mycocentrospora acerina (syn. Centrospora acerina) est une espèce de champignon qui provoque des dégâts sur les carottes conservées au froid, souvent contaminées au moment de la récolte. Les tissus attaqués deviennent noirs, humides et mous,. 
Le rhizoctone violet, ou bleu de la carotte, est dû à Helicobasidium brebissonii (= Helicobasidium purpureum), Rhizoctonia crocorum (anamorphe) (syn = Rhizoctonia violacea). Il provoque un feutrage pourpre ou bleuâtre sur les racines, qui sont alors invendables. Le mycélium de ce champignon peut persister plusieurs années dans le sol.
Autres espèces attaquant les carottes de conservation : Thielaviopsis basicola, Typhula sp., etc.

## Attaques de nématodes

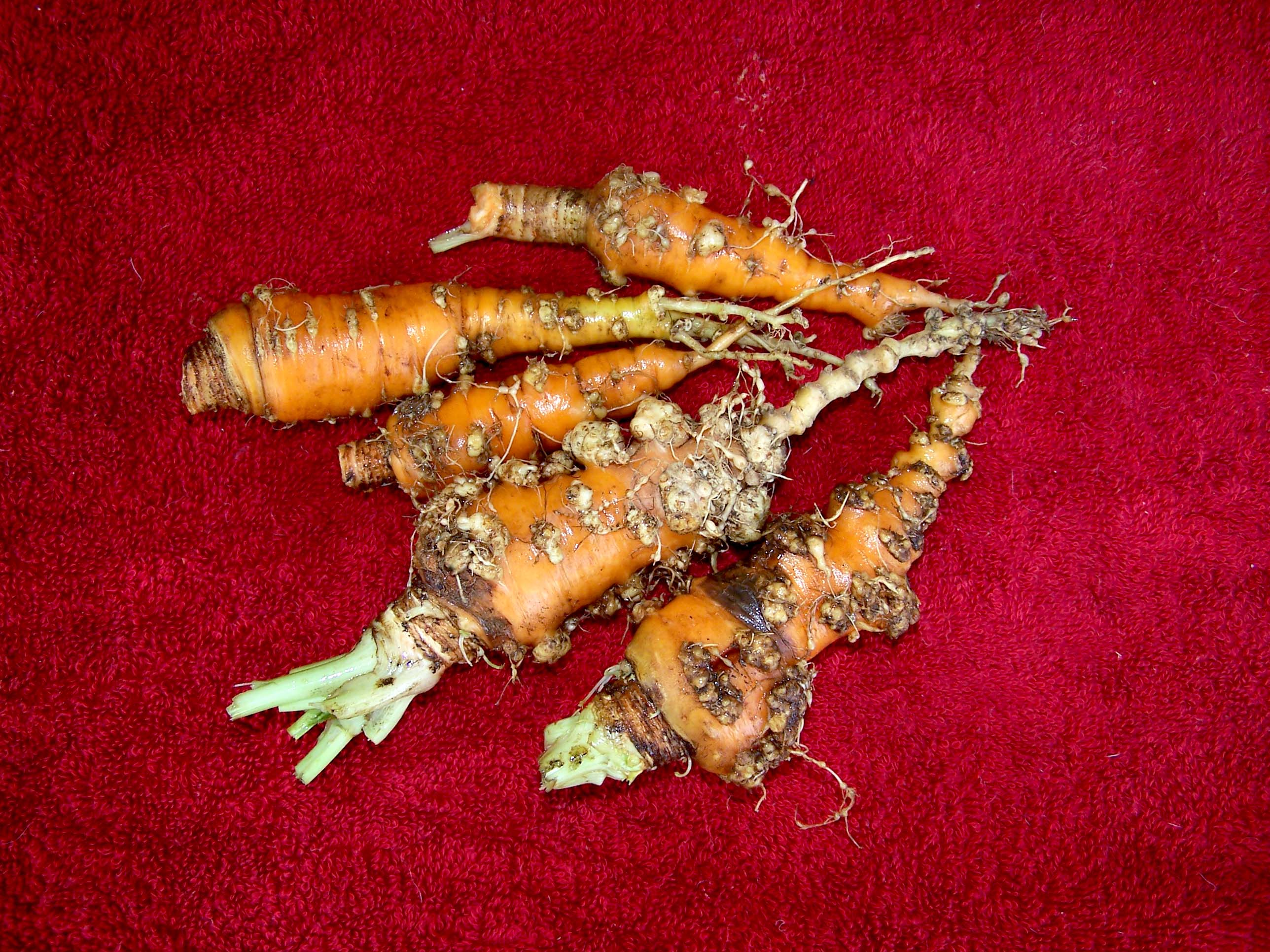
Carottes infestée par des nématodes du genre Meldoidogyne.

Le nématode à kystes de la carotte, Heterodera carotae, provoque un flétrissement des plants infectés. C'est le plus redouté des nématodes de la carotte en climat tempéré. 
Le nématode des lésions racinaires, Pratylenchus penetrans (Cobb) Filip. & Stek., provoque des symptômes de flétrissement, de rabougrissement et de jaunissement des feuilles. 
Le nématode cécidogène du nord (nématode à galles du nord), Meloidogyne hapla Chitwood, qui attaque une vaste gamme d'hôtes, provoque chez les plantes infectées une sénescence précoce. D'autres espèces du même genre sont également concernées : Meloidogyne arenaria, Meloidogyne incognita, Meloidogyne javanica.
D'autres espèces de nématodes sont susceptibles d'attaquer les carottes, notamment : Belonolaimus longicaudatus,  Longidorus africanus, Rotylenchus robustus, Paratrichodorus sp.

## Maladies virales
Différentes espèces de phytovirus sont susceptibles d'infecter les cultures de carottes.
Une maladie virale importante est le nanisme bigarré (en anglais motley dwarf). Deux espèces de virus sont impliquées :
- Carrot red leaf virus (CaRLV, virus de la feuille rouge de la carotte) du genre Luteovirus. Ce virus est transmis par un puceron inféodé aux Apiaceae, Cavariella aegopodii. Il provoque notamment un rougissement des feuilles extérieures et une réduction de la croissance.
- Carrot mottle virus  (CMoV, virus de la marbrure de la carotte) du genre Umbravirus. Il ne peut être transmis à la carotte qu'associé au CRLV, dont il aggrave les symptômes.

D'autres phytovirus ont été isolés sur la carotte dont  :
- Alfalfa mosaic virus (AMV, virus de la mosaïque de la luzerne), genre Alfamovirus,
- Carrot latent virus (CtLtV, virus latent de la carotte), genre Nucleorhabdovirus,
- Carrot thin leaf virus (CTLV, virus de la feuille fine de la carotte), genre Potyvirus,
- Carrot yellow leaf virus (CYLV, virus de la feuille jaune de la carotte), genre Potyvirus,
- Celery mosaic virus (CeMV, virus de la mosaïque du céleri), genre Potyvirus,
- Cucumber mosaic virus (CMV, virus de la mosaïque du concombre), genre Cucumovirus,
- Beet curly top virus (BCTV, virus de l'enroulement apical de la betterave), genre Curtovirus.

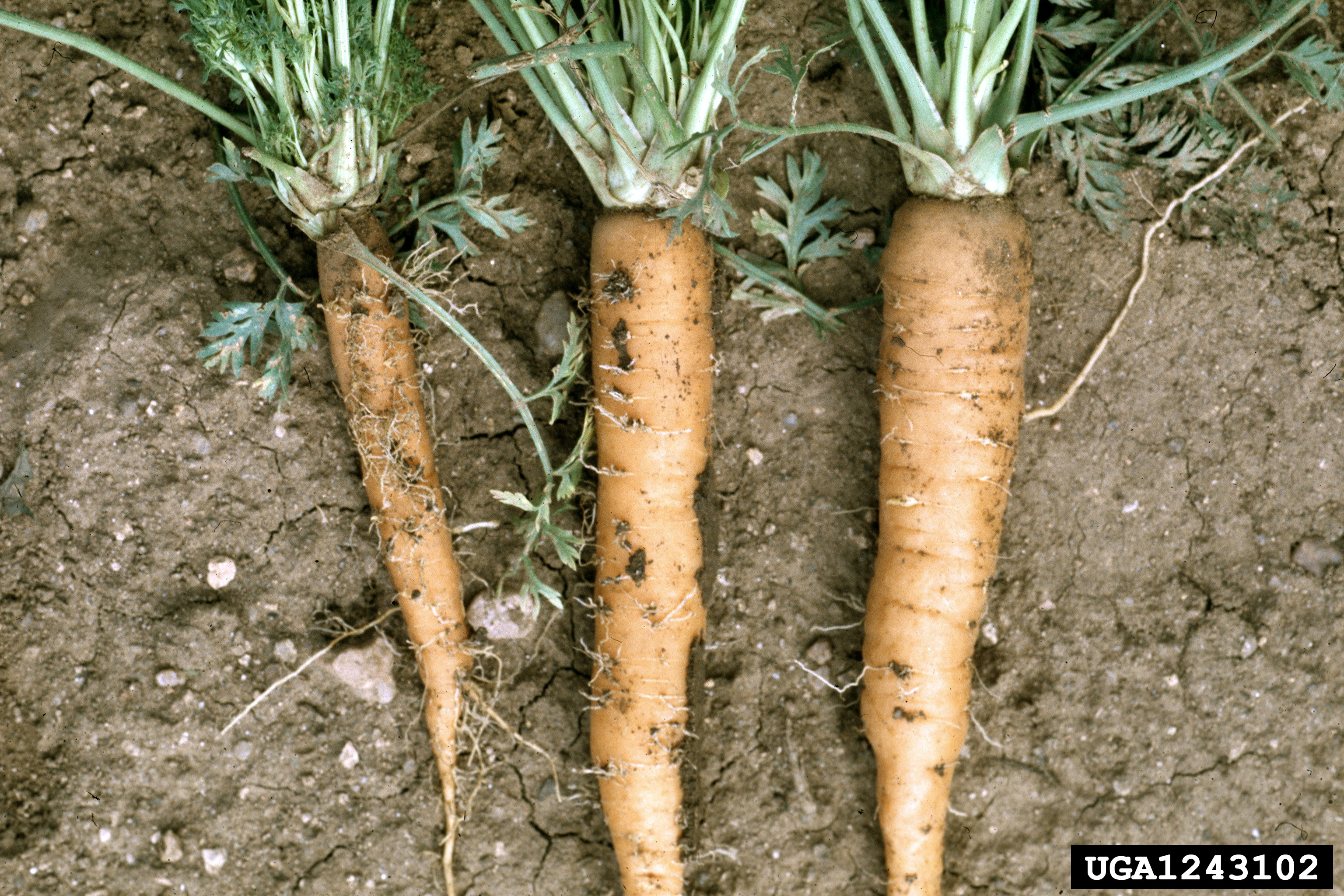
Carottes atteintes par la jaunisse de l'aster (phytoplasme).

## Maladies à phytoplasmes
La jaunisse de l'aster est une maladie imputable à un phytoplasme (organisme de type mycoplasme), appelé aster yellows phytoplasma (AYP). Ce phytoplasme est transmis par la cicadelle de l'aster (Macrosteles fascifrons) qui attaque les carottes mais aussi de nombreuses autres cultures (par exemple laitue et céleri). Il provoque divers symptômes  chez la carotte : jaunissement du feuillage, balais de sorcières au collet, important chevelu racinaire sur la racine et blocage de la croissance. 